# Coreana
Coreana is een geslacht van vlinders van de familie Lycaenidae.

## Soorten
- C. ohruii Shirôzu, 1962
- C. raphaelis (Oberthür, 1881)